# Á Bao A Qu
O Á Bao A Qu é uma criatura lendária de Mewar, descrita por Jorge Luis Borges, no Livro dos Seres Imaginários, de 1968, apoiando-se numa introdução às Noites Árabes, por Richard Francis Burton, ou em Sobre Bruxaria Malaia, por C.C. Iturvuru. Borges afirmou ter sido inspirado pelo mito de Abang Aku, de Orang Asli.[carece de fontes?]

## Etimologia
O termo Á Bao A Qu teria o significado de "meu irmão mais velho" ou "minha mãe", sendo esta última a menos aceita.

## Enredo
Na história de Jorge Luis Borges, a criatura vive nos degraus da torre de Vijaya Stambha, em Chittur, de onde se poderia ver "a mais bela paisagem do mundo". O Á Bao A Qu espera na escada da torre por uma pessoa que possa subir até o topo, de onde . quando uma pessoa começa a subir, a criatura desperta pela vibração vital que emana dessa pessoa e começa a segui-la, translúcida e sem forma. Apenas quando chega na metade do caminho é que o Á Bao A Qu toma uma forma, cuja pele tem as mesmas características de um pêssego, começa a brilhar em um tom azul vibrante que fica cada vez mais intenso à medida que a pessoa sobe a escada em espiral da torre. Caso a pessoa desista ou não atinja o estado de nirvana, a criatura acaba por cair até o primeiro degrau com um leve sussurro de queixa, como o som do farfalhar da seda.

## Alusões ao Á Bao A Qu
Alusões e referências à criatura podem ser encontradas nas seguintes obras:
- A Bao A Qu, um asteroide-fortaleza da série de anime Gundam: Mobile Suit Gundam.
- A Bao A Qu, álbum de Virginia Astley (1982).
- Um espetáculo de 1990 de Enrique Diaz[2]
- Parte da lenda é narrada no filme The Old Place de Jean-Luc Godard e Anne-Marie Miéville.
- A Bao A Qu, clipe do grupo experimental Boris (2005).
- Criatura de invocação do mangá MÄR (2003–2006).[3]
- A Bao A Qu, a Sombra Sem Luz, um monstro do cardgame Yu-Gi-Oh![4]

## Descrição
O Á Bao A Qu é descrito como uma criatura sem olhos, mas que consegue ver. Outras descrições indicam que ele seria uma espécie de humanoide com vários tentáculos ou um ser de outro mundo que fora preso na torre, sem olhos, translúcido, informe e com tentáculos, esperando por alguém que atinja o topo e o nirvana para que o liberte.